# سامي بنجيو
سامي بنجيو (بالإنجليزية: Samy Bengio)‏ هو عالم حاسوب كندي، ومدير وحدة الأبحاث الخاصة بالذكاء الاصطناعي وتعلم الآلة بشركة أبل، وخبير سابق في شركة جوجل لفترة طويلة؛ حيث كان معروفًا بقيادته لمجموعة كبيرة من الباحثين العاملين في التعلم الآلي بما في ذلك ما يخص الإعدادات الخصومية. وهو أيضًا مطور مكتبة تعلم الآلة «تورش» عالم 2002 بالاشتراك مع ثلاثة مؤلفين آخرين، والتي تفرع منها مكتبة باي تورش أحد أكبر إطارين للتعلم الآلي في الوقت الحالي.

## حياته
ولد سامي بنجيو من يهوديين مغربيين هاجرا إلى فرنسا وكندا. وهو شقيق جوشوا بنجيو الحائز على جائزة تورينج. عاش كلا الأخوين في المغرب لمدة عام أثناء خدمة والدهما العسكرية في المغرب. كان والده كارلو بينجيو صيدلانيًا، وكان قد كتب مقطوعات مسرحية، وأدار فرقة مسرحية سفاردية في مونتريال كانت تعزف مقطوعات عربية يهودية. وكانت والدته سيليا مورينو أيضًا فنانة؛ حيث لعبت دورًا في أحد المشاهد المسرحية الكبرى في المغرب الذي أداره الطيب الصديقي في السبعينيات.

## التعليم
أتم بنجيو دراسة البكالوريوس في جامعة مونتريال عام 1986 في علوم الحاسب الآلي، كما حصل على الماجستير من جامعة مونتريال أيضًا في نفس المجال عام 1989 عبر أطروحته عن تكامل أنظمة التدريس التقليدية والذكائية، ثم حصل بعد ذلك على درجة الدكتوراه من نفس الجامعة عام 1993 من خلال أطروحته بعنوان تحسين قاعدة التعلم للشبكات العصبية الاصطناعية.

## المساهمات العلمية
بحسب موقع الببليوغرافيا الرقمية ومشروع المكتبة، قام سامي بنجيو بتأليف حوالي 250 ورقة علمية حول الشبكات العصبية، والتعلم الآلي، والتعلم العميق، والإحصاءات، والرؤية الحاسوبية، ومعالجة اللغة الطبيعية. تشمل أكثرها بعض الأعمال المبكرة التي أطلقت شرارة ثورة التعلم العميق في عقد 2010 من خلال إظهار كيفية استكشاف العديد من التمثيلات المكتسبة من خلال التعلم العميق، وهي واحدة من أولى مناهج التعلم العميق لوصف الصور وفهمها بدلًا من مجرد تحليل شكلها ولونها، أدى نجاح التعلم العميق إلى العديد من أعماله اللاحقة لفهم سبب ذلك.، كما عمل أيضًا على أول دليل على أن الأمثلة الخصومية يمكن أن توجد في العالم الحقيقي، أي أنه يمكن للمرء أن يغير شيئًا ماديًا بالفعل بحيث يتم خداع نظام التعلم الآلي وكان أحد أعماله الأولى عن موضوع التعرف على اللقطة الصفرية، أي التعرف على الأنواع التي لم تتم رؤيتها أثناء التدريب.

## النشاطات المهنية
عمل بنجيو في كلٍّ من معهد إدياب للأبحاث، ومدرسة لوزان الاتحادية للفنون التطبيقية في سويسرا من عام 1999 إلى 2007.
شغل منصب الرئيس العام لمؤتمر نظم معالجة المعلومات العصبية (NeurIPS) عام 2018، كما شغل منصب رئيس برنامج هذا المؤتمر عام 2017، وهو عضو مجلس الإدارة فيها حتى الآن. كما كان رئيسًا لبرنامج المؤتمر الدولي لتمثيل التعلم (ICLR) عامي 2015 و 2016، وكان عضوًا في مجلس إدارتها من 2018 حتى 2020.
يعمل بنجيو أيضًا كمحرر في مجلة أبحاث التعلم الآلي.